# Нарашино
Нарашино (јап. 習志野市) град је у Јапану у префектури Чиба. Према попису становништва из 2005. у граду је живело 158.785 становника.

## Становништво
Према подацима са пописа, у граду је 2005. године живело 158.785 становника.
| 1995.   | 2000.   | 2005.   |
| ------- | ------- | ------- |
| 152.887 | 154.036 | 158.785 |